# Гонсалу Рібейру (футболіст)
Гонса́лу Міге́л Азеве́ду Рібе́йру (порт. Gonçalo Miguel Azevedo Ribeiro; нар. 15 січня 2006, Віла-Нова-де-Гая) — португальський футболіст, воротар клубу «Порту Б».

## Клубна кар'єра
Виступав за молодіжну команду «Педрозу», а 2013 року приєднався до академії «Порту». 8 квітня 2022 року підписав з клубом свій перший професіональний контракт, що розрахований до 2026 року.
14 серпня 2022 року дебютував у професіональному футболі в складі «Порту Б» в матчі Сегунда-ліги проти клубу Б-САД. Окрім цього у віці 16 років 6 місяців і 31 дня став наймолодшим воротарем в історії другого дивізіону.
11 жовтня 2023 року англійська газета The Guardian назвала його одним з 60-ти найкращих футболістів світу 2006 року народження.
26 січня 2024 року продовжив контракт з «Порту» до 2028 року.

## Кар'єра в збірній
Виступав за збірні Португалії до 16, до 17, до 18, до 19 і до 20 років. В травні 2023 року виступав за збірну до 17 років на юнацькому чемпіонаті Європи в Угорщині. На турнірі провів 3 поєдинки (усі — як капітан команди), однак португальці не вийшли зі своєї групи.
В червні 2023 року потрапив в заявку збірної до 19 років на юнацький чемпіонат Європи, що проходив на Мальті. На турнірі був основним воротарем та провів 4 гри, дійшовши з командою до фіналу, де португальці мінімально поступились одноліткам з Італії (0-1). Окрім цього був включений до символічної збірної чемпіонату Європи.

## Статистика виступів
Станом на 22 лютого 2025
| Клуб              | Сезон             | Чемпіонат         | Чемпіонат | Чемпіонат | Кубок | Кубок | Кубок ліги | Кубок ліги | Єврокубки | Єврокубки | Інші  | Інші | Всього | Всього |
| Клуб              | Сезон             | Дивізіон          | Матчі     | Голи      | Матчі | Голи  | Матчі      | Голи       | Матчі     | Голи      | Матчі | Голи | Матчі  | Голи   |
| ----------------- | ----------------- | ----------------- | --------- | --------- | ----- | ----- | ---------- | ---------- | --------- | --------- | ----- | ---- | ------ | ------ |
| Порту Б           | 2022–23           | Сегунда-ліга      | 7         | –11       | —     | —     | —          | —          | —         | —         | —     | —    | 7      | –11    |
| Порту Б           | 2023–24           | Сегунда-ліга      | 8         | –11       | —     | —     | —          | —          | —         | —         | —     | —    | 8      | –11    |
| Порту Б           | 2024–25           | Сегунда-ліга      | 13        | –20       | —     | —     | —          | —          | —         | —         | —     | —    | 13     | –20    |
| Всього за кар'єру | Всього за кар'єру | Всього за кар'єру | 28        | –42       | 0     | 0     | 0          | 0          | 0         | 0         | 0     | 0    | 28     | –42    |

## Досягнення
- Володар Кубка Португалії: 2023–24[17]

Особисті досягнення
- Символічна збірна юнацького чемпіонату Європи (до 19 років): 2023[18]